# Walter Crane

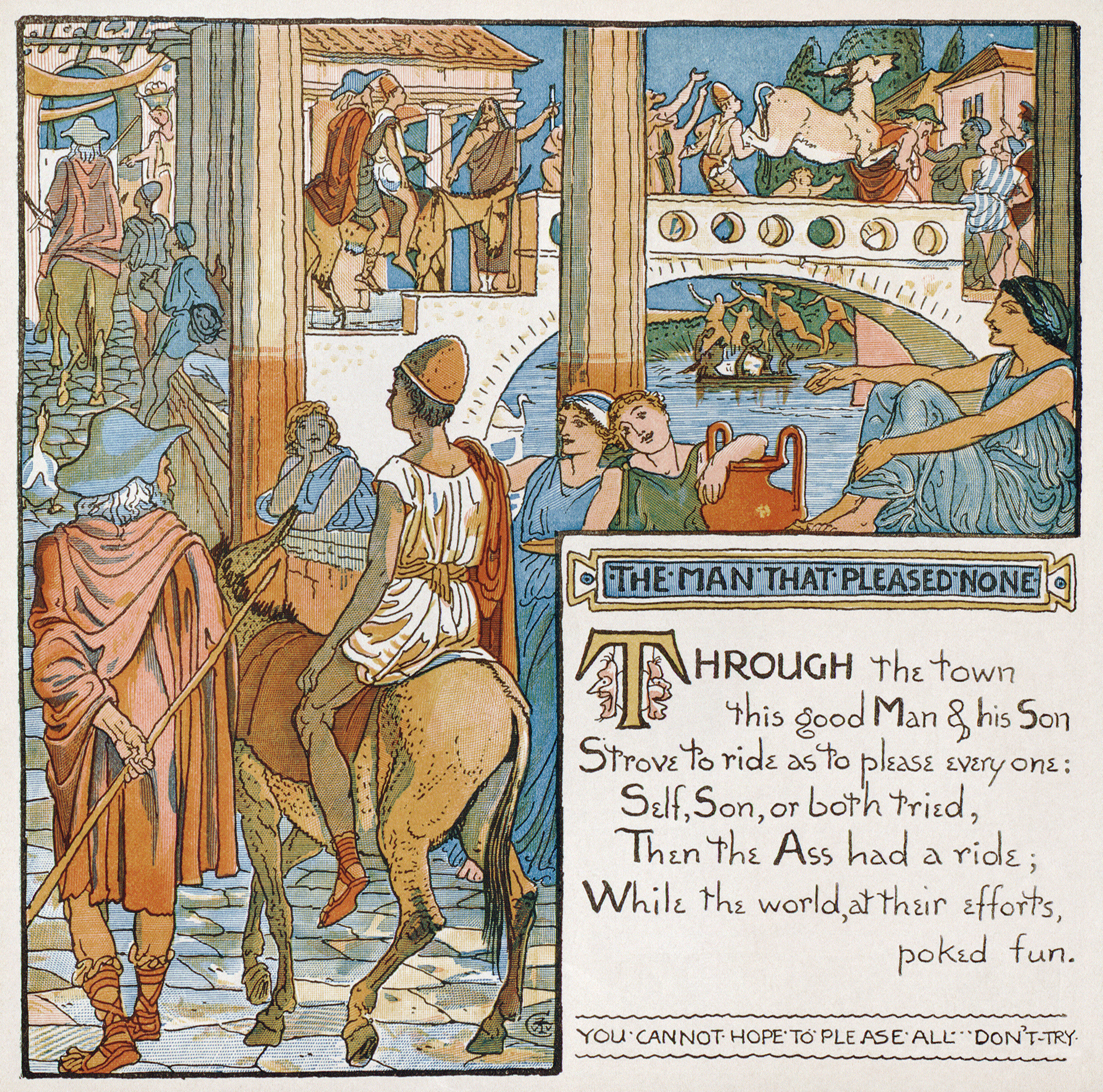
Ilustracja do bajek Ezopa

Walter Crane (ur. 15 sierpnia 1845 w Liverpoolu, zm. 14 marca 1915 w Londynie) – angielski grafik i ilustrator należący do ruchu artystycznego prerafaelitów.
Uczestnik ruchu artystycznego Arts and Crafts, członek założyciel Art Workers Guild oraz Arts and Crafts Exhibition Society. Znany jako artysta zajmujący się zdobnictwem książek – zwłaszcza książek dla dzieci, przyczynił się do popularyzacji secesji. W 1898 został dyrektorem Royal College of Art.
Napisał dzieło Of the Decorative Illustration of Books Old and New, które zostało przetłumaczone na język polski:
W. Crane, 2018: O zdobnictwie książek dawnych i nowych, Universitas, Kraków.